# Ozërskij rajon (Oblast' di Mosca)
L'Ozërskij rajon (in russo Озёрский район?) era un rajon dell'Oblast' di Mosca, nella Russia europea, il cui capoluogo era Ozëry. Istituito nel 1929 e soppresso fra il 1959 e il 1969, ricopriva una superficie di 538,4 chilometri quadrati. Il suo territorio è solcato dal fiume Oka. È stato soppresso nel 2015.